# King Robbo
King Robbo, né en 1968 ou 1969 et mort le 31 juillet 2014, est un artiste britannique de street art.

## Rivalité avec Banksy

Graffiti de King Robbo à propos de Banksy.

Sa rivalité avec l'artiste Banksy a fait l'objet d'un documentaire de Channel 4 intitulé Graffiti Wars (2011). Elle est à son paroxysme dans une œuvre située le long de Regent's Canal à Camden, près du quartier général de la British Transport Police.